# REO Vilnius
Futbolo klubas REO var en fodboldklub fra den litauiske by Vilnius.

## Historie
Klubben blev stiftet i 2005 og gik konkurs i 2012.

### Historiske navne
- 2005 – Policija
- 2008 – REO LT
- 2011 – Vilniaus FK
- 2011 – REO

## Titler

### Nationalt
- Pirma lyga
  - Vindere: (1) 2011.[1]

## Historiske slutplaceringer
| Sæson | Niveau | Liga       | Placering | Kilder | Info   |
| ----- | ------ | ---------- | --------- | ------ | ------ |
| 2010  | 3.     | Antra lyga | 1.        | [ 2 ]  |        |
| 2011  | 2.     | Pirma lyga | 1.        | [ 3 ]  |        |
| 2012. | 1.     | A lyga     | 10.       | [ 4 ]  | Ophørt |

## Klub farver
| REO | REO |